# Lý thuyết trường trung bình động
Phương pháp DMFT hay lý thuyết DMFT hay lý thuyết trường trung bình động (DMFT là viết tắt của  chữ tiếng Anh dynamical mean field theory) là một lý thuyết trường trung bình trong vật lý chất rắn cho phép tính toán các tính chất của các vật liệu gần với thực tế hơn. Nó xuất phát từ cùng ý tưởng của các lý thuyết trường trung bình; nhưng được phát triển thay thế các lý thuyết trường trung bình cũ để tính đến cả các nhiễu loạn lượng tử. Các phiên bản mới nhất thể được áp dụng cho các hệ vật lý chất rắn ở trạng thái cơ bản phức tạp với nhiều tham số trật tự tầm xa (long rang order parameter).

## Lịch sử
DMFT là một lý thuyết trường trung bình mới được bắt đầu giới thiệu và phát triển từ đầu nhưng năm 1990 bởi hai nhà vật lý Antoine Georges (Pháp) và Gabriel Kotliar (Mỹ). Cho đến nay, lý thuyết đang được dần hoàn chỉnh với các phiên bản mới như C-DMFT (Cluster-DMFT).

## Giới thiệu
Lý thuyết này bắt nguồn cùng ý tưởng với các lý thuyết trường trung bình trước đây. Thay vì giải bài toán tổng quát cho cả hệ chất rắn nhiều hạt, nó giải bài toán hệ một hạt tương tác với các phần tử còn lại được xem như một trường trung bình.
Thường thì trong các phương pháp trường trung bình trước đây ví dụ như trường trung bình Weisse, hay là trường trung bình Hartree Fock, vấn đề ban đầu được đưa về bài toán hệ một hạt bằng phương pháp lấy trung bình các tham số trong hệ, có nghĩa là bỏ qua tất cả các nhiễu loạn lượng tử. Chính vì vậy những phương pháp này chỉ cho kết quả gần đúng trong giới hạn tương tác trong hệ là yếu, với những nhiễu lượng tử là nhỏ và hoàn toàn có thể bỏ qua được. Những lý thuyết này đã thành công trong việc giải thích những hiện tượng vật lý chất rắn trên kim loại, bán dẫn, và cả siêu dẫn nhiệt độ thấp (lý thuyết BCS). Song khi tương tác các điện tử trong hệ là tương đối lớn so với động năng của các điện tử, những phương pháp này lại không thể giải thích được, đơn giản vì lúc này những nhiễu lượng tử không thể bỏ qua được. Một ví dụ điển hình của sự thất bại đó là chất cách điện Mott. Nếu theo các lý thuyết cũ thì những chất này phải là chất dẫn điện do chỉ có một điện tử duy nhất ở lớp ngoài cùng.
Do những yêu cầu trên, một lý thuyết mới với khả năng mô tả hệ chất rắn mà không bỏ qua các nhiễu lượng tử là một nhu cầu tất yếu. DMFT ra đời và thành công đầu tiên chính là việc giải thích vấn đề chất cách điện Mott và chuyển pha Mott (chuyển pha kim loại - chất cách điện). DMFT được xây dựng trên cơ sỏ lý thuyết hàm Green. Đầu tiên nó được dùng để tính toán cho các mô hình với số chiều tiến đến vô cùng (những mô hình phi vật lý nhưng lại là một giới hạn rất tốt cho các lý thuyết trường trung bình, vì hoàn toàn có thể tính toán các kết quả một cách giải tích). Hiện nay, nhờ những phát triển về kĩ thuật tính toán và kết hợp với lý thuyết DFT (density functional theory), mà cụ thể là xấp xỉ LDA (local density approximation), DMFT hoàn toàn có thể cho phép tính toán trên các hệ vật lý rất gần thực tế.